# Пупуса
Пупуса (исп. pupusa, мн. ч. pupusas) — лепёшка с начинкой, происходящая из Сальвадора и Гондураса, приготовленная на гридле из кукурузной или рисовой муки. Пупуса встречается и в других странах Центральной Америки. С 1980-х годов стала популярна как уличная еда и в США.
Обычно лепёшку наполняют одним или несколькими ингредиентами, которые могут включать сыр (например, кесильо или сыр с почками лианы лороко или Fernaldia pandurata), чичаррон, капусту, кабачки или пережаренные бобы. Обычно к ней подают куртидо (острый салат из квашеной капусты) и томатную сальсу, традиционно едят руками.

## Происхождение
Известно, что версия доколумбовой пупусы была вегетарианской и имела форму полумесяца.
Автор Карлос Кордова сообщает о древней доиспанской вере индейцев в то, что резать лепешки ножом было грехом; их нужно ломать пальцами, поскольку кукуруза считалась божественным зерном. Это может быть причиной того, что до сих пор существует правило, что есть папусу следует только руками.
Сальвадор и Гондурас спорят, кто является родиной пупусы. Сальвадорский археолог Роберто Ордоньес приписал создание куколки народу Пипили (населяли территорию, ныне известную как Сальвадор) из-за того, что название означает «опухший» или «надуваться» на языке пипили. Гондурасские этимологи говорят, что, поскольку язык пипили близок к языку науатль, науа из Гондураса могли создать это блюдо. Однако прямых доказательств дано не было.
Тема происхождения пупусы также поднималась во время переговоров по CAFTA-DR (Соглашение о свободной торговле между Доминиканской Республикой и Центральной Америкой). Обе страны хотели сделать пупусу эксклюзивным экспортным товаром. Через два дня делегация Гондураса уступила права Сальвадору.
В апреле 2005 года Законодательное собрание Сальвадора объявило пупусу национальным блюдом, и каждое второе воскресенье ноября отмечается Национальный день пупусы. Ярмарка пупусы обычно проводится этот в день в столице и нескольких крупных городах.
В 1980-х годах гражданская война в Сальвадоре вынудила сальвадорцев мигрировать в другие страны, в основном в Соединённые Штаты, что сделало папусу доступной в других местах: сальвадорские иммигранты принесли это блюдо в большинство районов США, а также оно распространилось в Канаду и Австралию.

## Аналоги и вариации
Похожее мексиканское блюдо называется gordita (в переводе с испанского означает «пухлая»), но гордитас обычно открыты с одного конца. В Венесуэле готовят арепу: тесто сначала готовят, а затем разрезают пополам и начиняют как гамбургер. В Колумбии есть свой рецепт арепы, но, в отличие от венесуэльских, колумбийские арепы обычно едят без начинки или начинку кладут в тесто перед приготовлением.
Разновидностью пупусы в Сальвадоре является pupusa de arroz, родом из города Олокуильта на востоке Сан-Сальвадора. Для приготовления теста используется рисовая мука, и они обычно фаршированы рубленой свининой, сыром, фасолью, кабачками и другими овощами. Другой региональный вариант из сальвадорской Алегрии, это pupusa de banano, в котором добавляются бананы.
Пупусы также встречаются в соседних странах Центральной Америки. В гондурасских версиях для начинки используется местный сыр кесильо. В Коста-Рике доступны как «сальвадорские пупусы», так и местные версии. Там они являются основным продуктом на региональных карнавалах, известных как фиесты.
в Соединённых Штатах пупусас обычно изготавливаются из коммерческой смеси кукурузной муки и кукурузного теста маса. Существуют версии лепёшек из рисовой и пшеничной муки. В Санта-Фе, штат Нью-Мексико, для начинки используют шпинат, пепперони, сыр и зелёный чили.

## Галерея

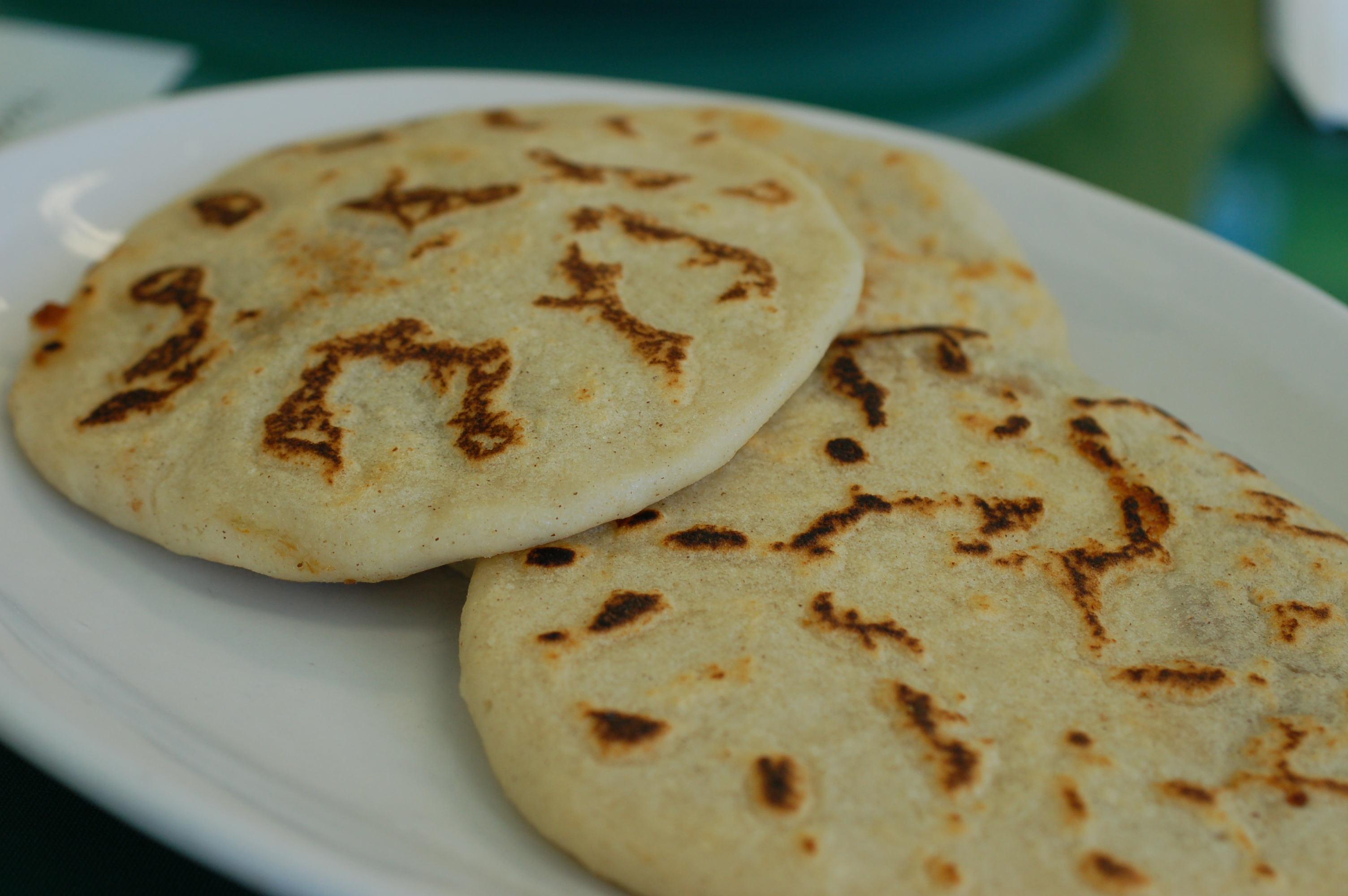
Pupusas revueltas, фаршированные мясом, фасолью и сыром
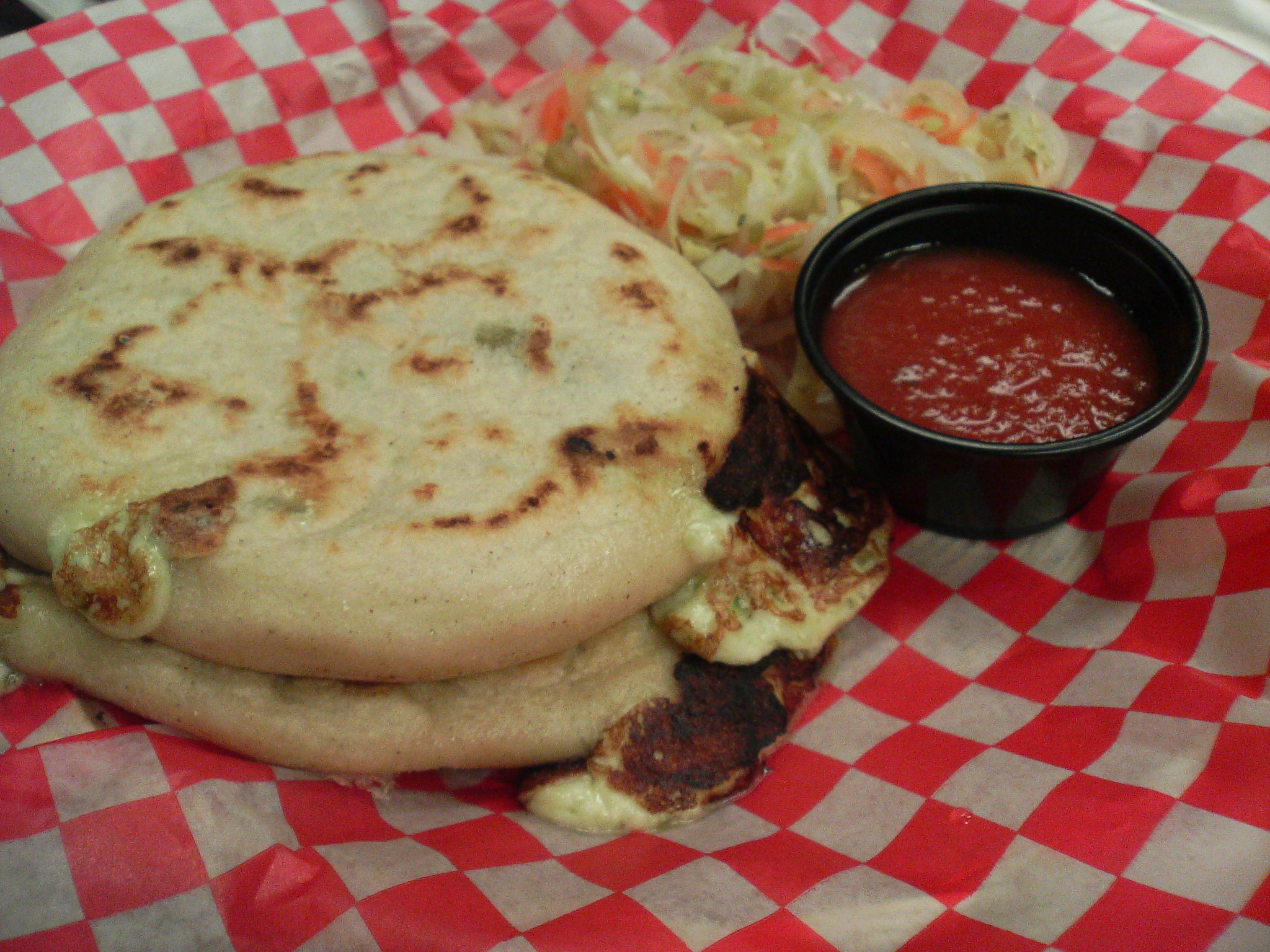
Пупусы и томатный соус
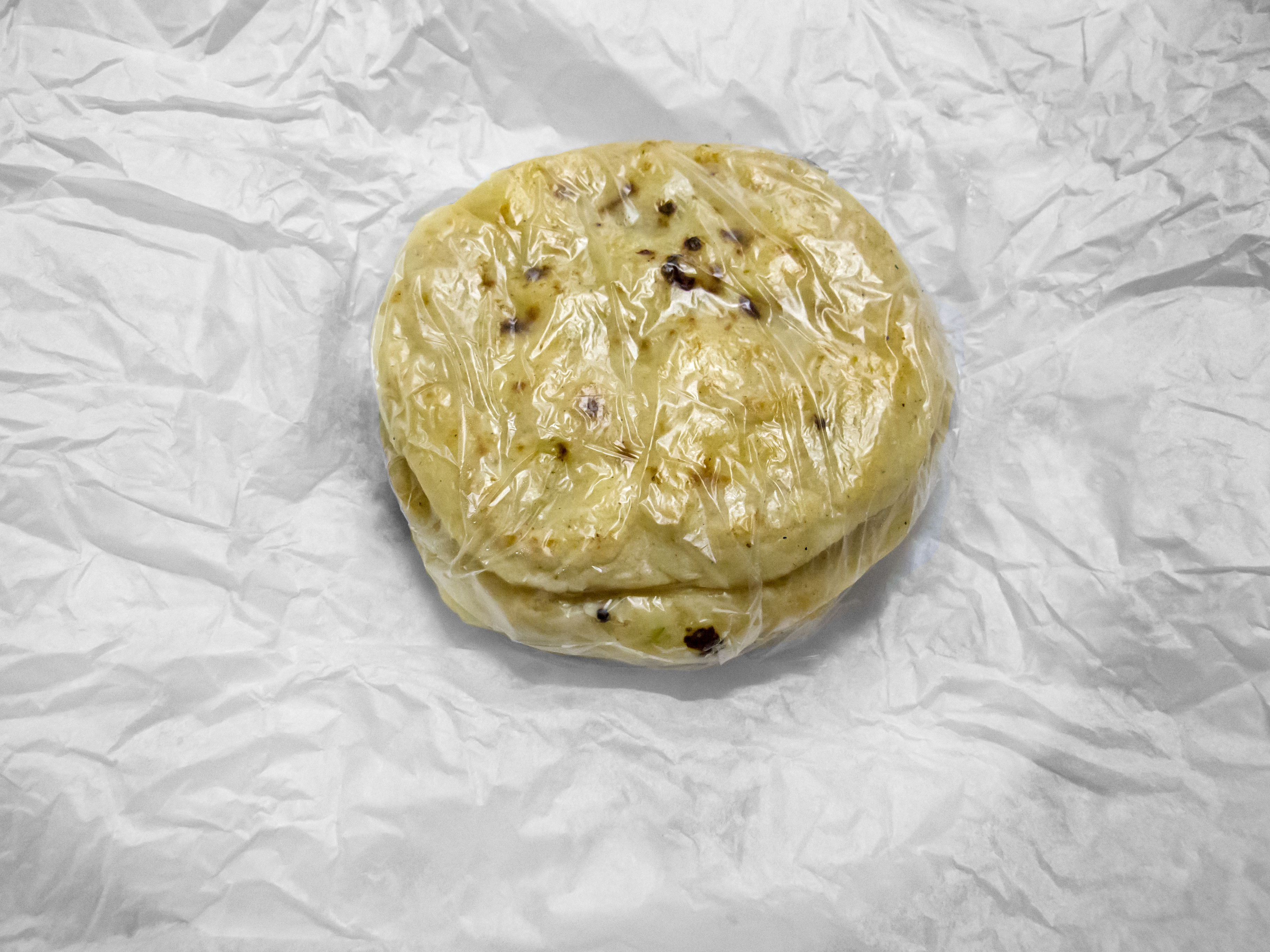
Пупусы на вынос в Сальвадоре
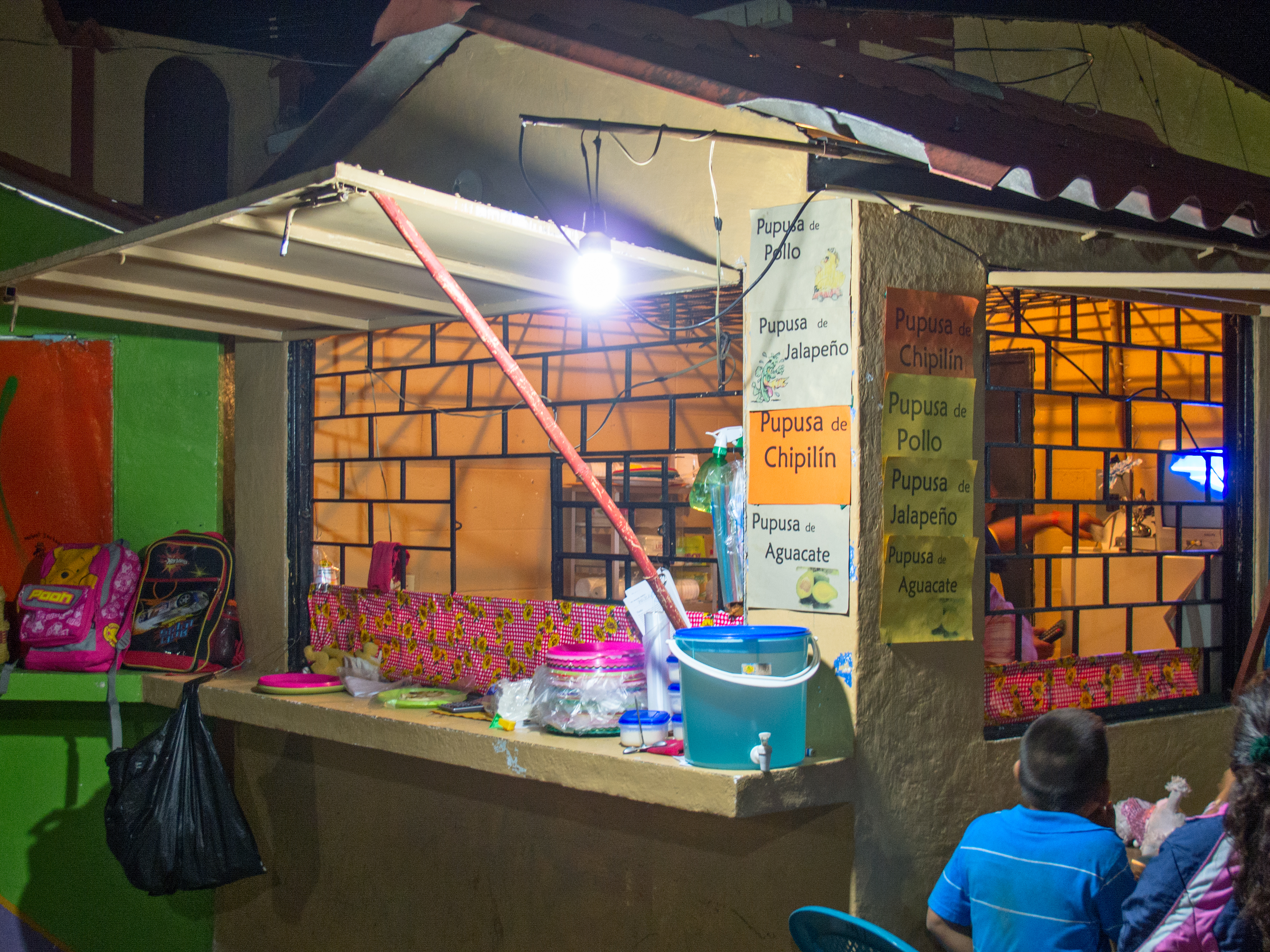
Пупуса в Сантьяго-Тексакуангос, Сальвадор. Начинки: курица, халапеньо, чипилин и авокадо.
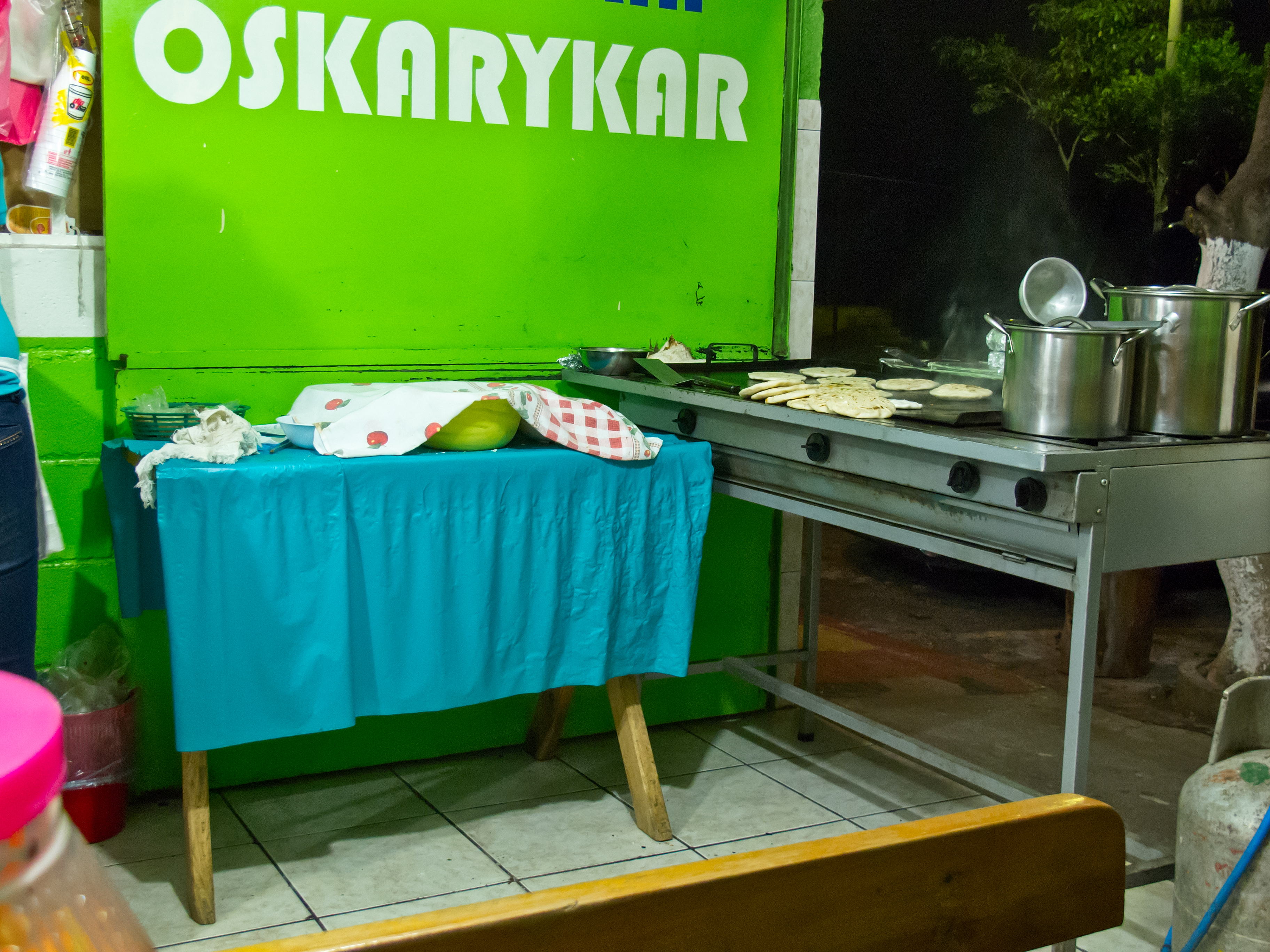
Пупусерия в Олокуильте
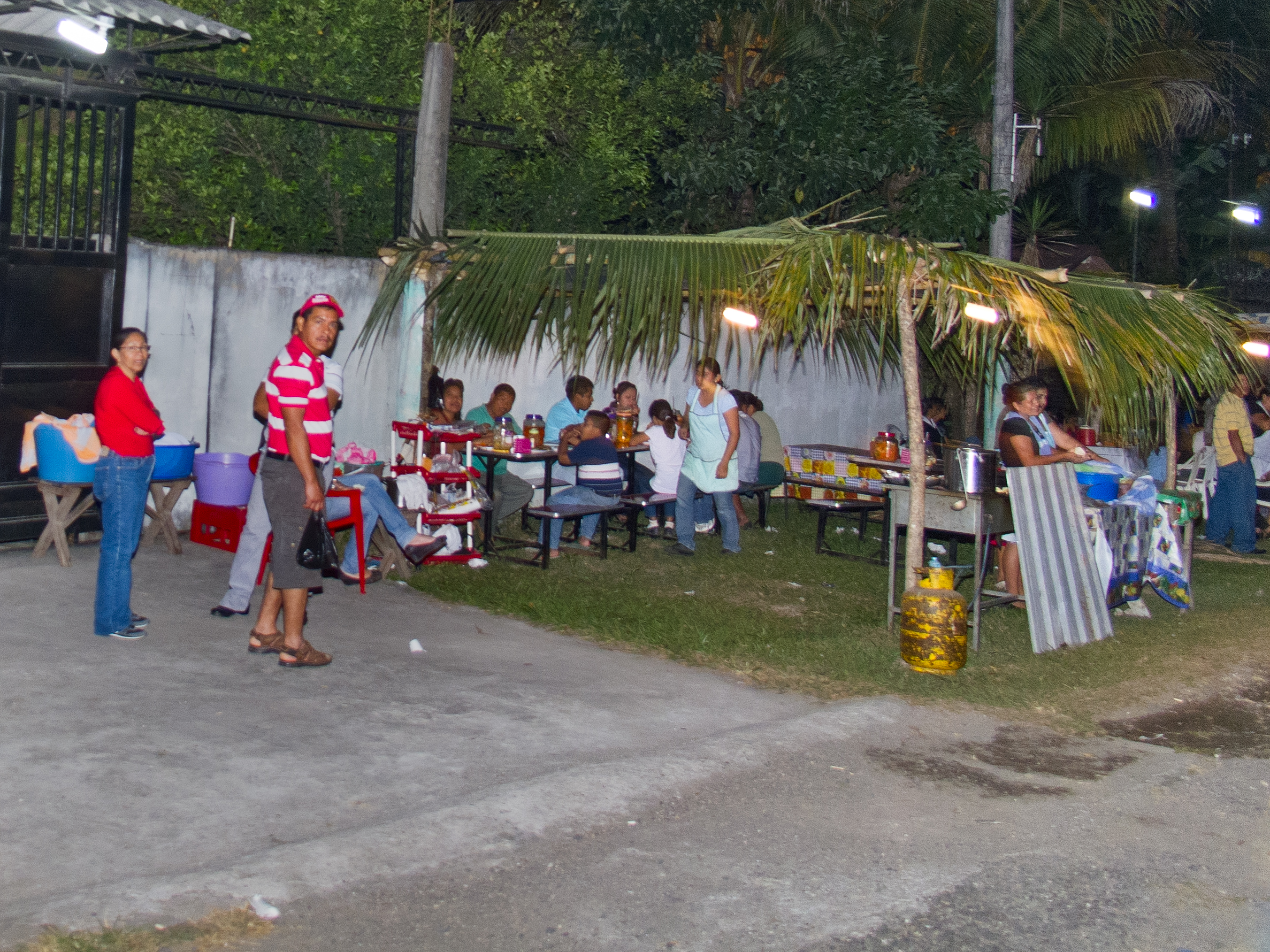
Пупусерия под открытым небом в Сальвадоре ночью